# Belgia la Concursul Muzical Eurovision Junior 2008
Finala națională belgiană se numește Junior Eurosong și a avut loc pe 27 septembrie 2008.
Reprezentantul Belgiei în acel an a fost Oliver Symons.

## Format
Junior Eurosong este format din 2 sferturi de finală, o semifinală și o finală.

### Sfertul 1
Primul sfert de finala Junior Eurosong a avut loc pe 6 septembrie. Au participat cinci concurenți. Dintre ei 3 au intrat în semifinală. Juriul a selectat un concurent, iar publicul 2 concurenți.
| #  | Cântec                     | Artist      | Locul            |
| 01 | Shut up                    | Oliver      | Calificat juriu  |
| 02 | Geniet van elk moment      | Elke        | ---              |
| 03 | Al fluitend door het leven | Vince       | ---              |
| 04 | Vergeet-mij-liedje         | Mathilde    | Calificat public |
| 05 | Waarom?                    | The Pinsons | Calificat public |

### Sfertul 2
Al doilea sfert de finală al Junior Eurosong a avut loc pe 13 septembrie. Au participat cinci concurenți. Dintre aceștia trei au mers în semifinală. Juriul a selectat un concurent, iar publicul 2 concurenți.
| #  | Cântec             | Artist              | Locul            |
| 01 | Un nouveau reve    | Chloe               | Calificat juriu  |
| 02 | Samen              | Didier & Charlotte  | Calificat public |
| 03 | Ik hou van muziek  | Guust               | Calificat public |
| 04 | In de echte wereld | Mc Louis            | ---              |
| 05 | Familierock        | Mystery of Darkness | ---              |

### Semifinala
Semifinala Junior Eurosong a avut loc pe 20 septembrie. Au participat 6 interpreți, dintre care 4 au mers în finală. Juriul a ales unul, iar publicul 3. 
| #  | Cântec             | Artist             | Locul            |
| 01 | Waarom?            | The Pinsons        | ---              |
| 02 | Vergeet-mij-liedje | Mathilde           | ---              |
| 03 | Un Nouveau reve    | Chloe              | Calificat public |
| 04 | Ik hou van muziek  | Guust              | Calificat public |
| 05 | Samen              | Didier & Chatlotte | Calificat public |
| 06 | Shut up            | Oliver             | Calificat juriu  |

### Finala
Finala Junior Eurosong a avut loc pe 27 septembrie. Câștigătorul ei a reprezentat Belgia în Lemassol.
| #  | Cântec            | Artist             | Locul      |
| 01 | Ik hou van muziek | Guust              | ---        |
| 02 | Un nouveau reve   | Chloe              | ---        |
| 03 | Shut Up           | Oliver             | Câștigător |
| 04 | Samen             | Didier & Charlotte | ---        |

Câștigătorul a fost ales de public, dar și membrii juriului au putut să-și exprime părerea:
- Andre Vermeulen: Oliver
- Pascale Platel: Oliver
- Stijn Kolacny: Chloe (care a terminat a doua în preferințele publicului)

Pe durata finalei selecției naționale participanții și antrenorii lor au cântat un mixt pentru Eurovision.